# Thomas Koep
Thomas Koep (Keulen, 15 september 1990) is een Duits wielrenner die anno 2016 rijdt voor Stölting Service Group.

## Carrière
In 2013 werd Koep negentiende in het door André Greipel gewonnen Duits wegkampioenschap. Datzelfde jaar werd hij onder meer twintigste in de Deense eendagskoers Skive-Løbet. Een jaar later werd hij veertiende in het eindklassement van de Szlakiem Grodów Piastowskich, nog geen drie minuten achter winnaar Mateusz Taciak.
Na het seizoen 2015 fuseerde Koeps ploeg Team Stölting aanvankelijk met het Deens Cult Energy Pro Cycling, maar na het afhaken van die sponsor bleef enkel Stölting over als naamsponsor. Koep was een van de renners die mee overkwamen van het voormalige continentale team.

## Resultaten in voornaamste wedstrijden
| Jaar | Ronde van Italië | Ronde van Frankrijk | Ronde van Spanje |
| ---- | ---------------- | ------------------- | ---------------- |
| 2016 |                  |                     |                  |

| Jaar | Waalse Pijl |
| ---- | ----------- |
| 2016 | opgave      |

## Ploegen
- 2011 –  TT Raiko Argon 18 (vanaf 12-5)
- 2012 –  Raiko Stölting
- 2013 –  Team Stölting
- 2014 –  Team Stölting
- 2015 –  Team Stölting
- 2016 –  Stölting Service Group